# Kirketoneart
Kirketonearterne er betegnelsen på en række skalaer, der især blev brugt i kirkemusikken før ca. år 1600, hvor dur-mol-tonaliteten slog igennem som det primære tonesystem i kompositionsmusikken. I folkemusikken har kirketonaliteten overlevet, og den anvendes i dag hyppigt i rytmisk musik.
Alle kirketonearter kan laves ved at spille på de hvide tangenter på klaveret, men med forskellige grundtoner.
- C som grundtone = Jonisk skala – (dur)
- D som grundtone = Dorisk skala
- E som grundtone = Frygisk skala
- F som grundtone = Lydisk skala
- G som grundtone = Mixolydisk skala
- A som grundtone = Æolisk skala – (mol)
- H som grundtone = Lokrisk skala

## Billedlige fremstillinger
| Ionisk (dur) Lyt ? | Dorisk Lyt ? | Frygisk Lyt ? | Lydisk Lyt ? | Mixolydisk Lyt ? | Æolisk (mol) Lyt ? | Lokrisk Lyt ? |

(En forklaring til skemaerne, på tysk)